# Luttenbach-près-Munster
Luttenbach-près-Munster är en kommun i departementet Haut-Rhin i regionen Grand Est (tidigare regionen Alsace) i nordöstra Frankrike. Kommunen ligger i kantonen Munster som tillhör arrondissementet Colmar. År 2022 hade Luttenbach-près-Munster 774 invånare.

## Befolkningsutveckling
Antalet invånare i kommunen Luttenbach-près-Munster
| Referens: INSEE |